# 别尔萨
别尔萨，是西班牙阿拉贡自治区韦斯卡省的一个市镇。总面积202平方公里，总人口456人（2001年），人口密度2人/平方公里。